# تیتیزی-نیواشتات
شهر تیتیزی-نیواشتات (به آلمانی: Titisee-Neustadt) در ایالت بادن-وورتمبرگ در کشور آلمان واقع شده‌است.